# Пакистанська рупія
Пакистанська рупія (урду: پاکستانی روپیہ) — грошова одиниця Пакистану.
В обігу знаходяться банкноти номіналом 10, 20, 50, 100, 500, 1000, 5000 рупій; монети номіналом 1, 2, 5 та 10 рупій. З 1 січня 2011 р. банкнота номіналом 5 рупій випуску 2008 р. замінена монетою аналогічного номіналу. У обігу також знаходяться обігово-пам'ятні монети номіналами 10 і 20 рупій, випуск яких присвячений пам'ятним подіям або видатним діячам Пакистану.
Основні кольори банкнот: темно- і світло-коричневий, оливковий.